# Целинный сумон
Целинный сумон — административно-территориальная единица (сумон) и муниципальное образование со статусом сельского поселения в Кызылском кожууне Тывы Российской Федерации.
Административный центр и единственный населённый пункт сумона — село Целинное.

## Население
| 2017 | 2018  |
| ---- | ----- |
| 1227 | ↗1256 |